# Dorinel Munteanu
Dorinel Ionel Munteanu (Grădinari, 25 de junho de 1968) é um ex-futebolista romeno. Ele jogou duas Copas do Mundo pela Seleção Romena.

## Carreira
.

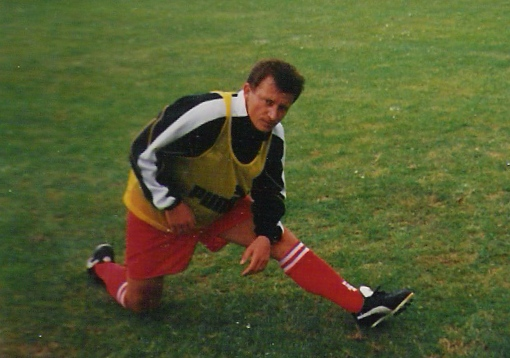
Munteanu durante um treino em 1996 com o Colônia

Em 22 anos de carreira, Munteanu, revelado pelo Metalul Bocșa, começou a atuar profissionalmente em 1986, nesta mesma agremiação. Jogou também por três equipes de pequeno porte: Reşiţa, Olt Scorniceşti e Inter Sibiu até ter sua primeira chance de jogar em uma equipe de maior categoria - no caso, o Dinamo Bucareste.
Apesar do curto tempo que passou nos Lobos, Munteanu não passou batido (foram 67 partidas e 27 gols), e seu desempenho chamou a atenção do Cercle Brugge, que o contratou em 1993. Em 68 partidas pela equipe belga, foram treze gols. Então, outras equipes admiravam o futebol de Munteanu, mas o alemão Colônia levou a melhor na "queda de braço" e contratou o meia 
1995.
Outra agremiação germânica, o Wolfsburg, se interessou em Munteanu, e o contratou ao fim do contrato dele com o Colônia. A saída dele da equipe verde e branca, fruto da concorrência com o argentino D'Alessando, o guineense Thiam e o ganês Akonnor iniciou um declínio na carreira do romeno.

## Retorno à Romênia
Após seu contrato com o Wolfsburg ter se encerrado, Munteanu voltou ao seu país natal. Agora para defender o principal clube romeno, o Steaua, onde não foi muito bem, apesar de novamente deixar sua marca (em 32 jogos, foram dois gols).

## A dupla função
A carreira de Munteanu como atleta ainda não terminava, mas ele começou a dar seus primeiros passos como treinador em 2005, no CFR Cluj. Durante o curto tempo em que exerceu a dupla função, ele atuou em 26 partidas, e não marcou nenhum gol.
Após malsucedidas passagens por Argeş Piteşti, Vaslui e Universitatea Cluj, sempre como jogador-treinador, Munteanu, aos 40 anos de idade, decidiu colocar um ponto final em sua longa carreira como atleta, novamente no Steaua, mas exercendo novamente a dupla função. Mas o meia não teve a chance de entrar em campo para sua despedida oficial como jogador. Depois de três anos trabalhando como jogador e treinador ao mesmo tempo, Munteanu passaria apenas a ser treinador, novamente no Universitatea Cluj.
Atualmente, ele é o comandante do Otelul, equipe de porte médio da Primeira Divisão Romena.

## Seleção Romena
Munteanu é o jogador com mais partidas pela Romênia: 134, e foram 16 gols marcados. A estreia foi em 1991. Disputou duas Copas (1994, sendo titular em cinco partidas - e 1998, onde jogou quatro partidas) e duas Eurocopas (1996 e 2000, sendo titular em ambas).
Em 2001, Munteanu chegou à marca de cem partidas com a camisa amarela no jogo contra a Hungria, mas sua experiência não foi suficiente para levar a Romênia á Copa de 2002. Apenas em 2007, já aos 38 anos, Munteanu finalmente aposentou a camisa amarela.